# Уампаноаги
Уампаноаги или Вампаноаги (на английски: Wampanoag) е северноамериканско индианско племе, което в началото на 17 век живее в югоизточен Масачузетс, между Нарагансет Бей на запад и Кейп Код на изток, както и по островите Мартас Винярд и Нантукет. В този период племето наброява около 12 000 души, организирани в слаба конфедерация. До 1620 г., когато пристигат пилигримите в Плимут, уампаноагите са загубили до 75% от населението си в резултат на нови инфекциозни болести. В следващите години населението им продължава да се топи. До 1855 г. от уампаноагите на Нантукет не остава нито един, а останалите са съсредоточени в няколко смесени села. През 1987 г. Федералното правителство официално признава общността в Гей Хед, а през 2007 г. и общността Машпи. В началото на 21 век нацията уампаноаг има над 2500 членове.

## Подразделения
Уампаноагите са слаба конфедерация от около 40 села организирани в три основни подразделения:
- Континентални уампаноаги – живеещи на континента в селата Агауам, Анауон, Асамиг, Асауомпсет, Асонет, Бетис Нек, Коаксет, Коханет, Конеконам, Куксисет, Джонс Ривър, Локуакусит, Матакест, Матапоисет, Мунпонсет, Нукехумис, Намаскет, Патуксет, Пиоуант, Покасет, Поканокет, Солт Уотър Понд, Шауомет, Шимоа, Ниспакуин, Тотосон, Тиаскс и Уочимокут.
- Мартас Винярд – на остров Мартас Винярд в селата Капауак, Чисехачамук, Чобакуадунк, Гей Хед, Манкуткуит, Нашамоис, Нашанекамук, Нутуксаит, Нунепоаг, Онконкеме, Пакепунасо, Санчекантакет, Секончкут, Тиуантикут, Тутуви и Уанпамак.
- Нантукет – на остров Нантукет в селата Миакомит, Нантукет, Полпис, Сасакаке, Шаукимо, Сиасконсит, Скуам, Талханио и Тетоукимо.[1]

## Име и език
На техния език, който е алгонкински N – диалакт, подобен на езиците на масачузет, ноусет и нарагансет, уампаноаг означава „източни хора – уопанаак“. В по-ранните записи са споменавани с имената „индианците Масасоит“, „индианците на крал Филип“ и поканокет (понкаканет).

## Култура
Подобно на останалите алгонкински народи в южна Нова Англия, уампаноагите са предимно земеделци, движейки се сезонно между обектите си за лов и риболов. Всяка общност има определена територия, от която се препитава. Повечето им села през лятото са съсредоточени по крайбрежието, където хората засаждат култури и събират морски дарове. След прибирането на реколтата племето се мести във вътрешността, където се разделя на малки ловни трупи. Племенната организация е на ниво конфедерация, с по-низши вождове подчинени на върховен вожд. Правомощията на вождовете са ограничени и те трябва да работят като всички останали за прехраната си. Не е необичайно понякога да има и жени вождове.

## История
Най-ранните им срещи с европейци датират от началото на 16 век, когато риболовни и търговски кораби започват да кръстосват по крайбрежието на Нова Англия. Европейските моряци обикновено не слизат на брега, но има и такива, които не се занимават само с риболов и търговия. Много от европейските капитани са известни и като роботърговци. През 1614 г. един такъв капитан, Томас Хънт, слиза на брега с екипажа и успява да отвлече няколко уампаноаги, които по – късно са продадени като роби в Испания. Заедно с Хънт обаче на сушата слиза и човек от екипажа заразен с лептоспироза. При нападението някои уампаноаги успяват да избягат, без да знаят, че отнасят със себе си опасният вирус. Болестта бързо се разпространява сред племената на Нова Англия, достигайки на места до 100% смъртност (патуксет). В резултат на епидемията, която преминава на три големи вълни до 1620 г., уампаноагите губят до 75 от населението си и когато на 11 ноември 1620 г. корабът Мейфлауър акостира в Кейп Код, от първоначалните около 8000 уампаноаги живеещи на континента остават около 2000. На островите Мартас Винярд и Нантукет хората до известна степен са защитени, заради изолираното си местоположение и все още наброяват общо около 3000 души. На континента поне 10 от селата им са напълно обезлюдени вследствие на епидемиите.

### Скуанто (Тискуантум)
Един от заловените от капитан Хънт индианци е Скуанто от селото Патуксет. Отведен в Европа, Скуанто е купен от испански монаси, които се опитват да го цивилизоват. В крайна сметка Скуанто успява да спечели свободата си и се завръща в Масачузетс като преводач на една английска експедиция до Нюфаундленд. У дома Скуанто заварва селото си изоставено. По време на отсъствието му, болестите успяват да убият всички и сега той остава единственият жив от селото Патуксет. Когато пилигримите от Мейфлауър слизат на брега на Кейп Код те се натъкват на гробище на племето ноусет, където намират оставени кошници с храна за мъртвите. Изгладнелите и болни пилигрими започват да разграбват храната, но са прекъснати от разгневени войни ноусет. Пилигримите се връщат на кораба и виждайки че не могат да останат тук продължават навътре в залива и спират в изоставеното село Патуксет, където остават следващите няколко месеца. Болни, изтощени и гладни половината от тях няма да оцелеят през идващата зима. До този момент уампаноагите стоят настрана и избягват срещите с белите. През пролетта, Самосет, вожд на Пемакид (абенакско село) се натъква случайно на бедстващите пришълци. Вождът остава при пилигримите едно денонощие, за да прецени ситуацията, след което ги напуска. Малко по-късно Самосет се връща заедно със Скуанто. От този момент, до смъртта си през 1622 г. Скуанто се отдава изцяло да помага на бедстващите пилигрими. С голяма доброта и търпение той ги учи как да оцелеят в Новия Свят, без да предполага, че по този начин подписва смъртната присъда на своя народ.

### Плимут
За уампаноагите десетте години преди идването на пилигримите са години на нещастия и разруха. Първо, селата им са пометени от микмаките по време на Войната тарантин (1607 – 1615) и в същото време и от пекуотите, които навлизат в южна Нова Англия и окупират източен Кънектикът. Тези катаклизми са последвани от трите големи епидемии. В резултат на тези бедствия, нарагансетите, които живеят изолирано по островите в Нарагансет Бей, заради което почти не пострадват от епидемиите и войните, стават най – мощното племе в региона. Последователно нарагансетите подчиняват съседните племена. Затова, когато пристигат белите, уампаноагите и върховния вожд Месасоит виждат в тях спасител и възможност да се отърват от господството на нарагансетите. През март 1621 г. Самосет посещава Плимут и подписва договор за приятелство с англичаните. В знак на добра воля Самосет разрешава на колонистите да заемат около 12 000 акра от племенните му земи. Това става първият акт за преотстъпване на индианска земя. Англичаните са толкова благодарни, че поканват индианците да празнуват с тях първата им реколта в Новия Свят (първият Ден на благодарността). През зимата на 1622 г. втори кораб с 40 поклонници акостира на брега в Плимут. Малката реколта обаче събрана есента от колонистите е недостатъчна да изхрани всички и скоро пак настъпва глад. Прощавайки инцидента в гробището преди две години, вождът на ноусет, Аспинет донася храна на гладуващите колонисти и така спасява колонията от гладна смърт. Нарагансетите обаче виждат в тези приятелски отношения предизвикателство към властта им и решават да унищожат колонията. Намеренията им са прекъснати от внезапно нападение на пекуотите и по-късно на мохоките. По времето, когато тези конфликти приключват, Плимутската колония вече е твърдо установена, а приятелството с уампаноагите става още по-силно. Въпреки това през 1632 г. нарагансетите атакуват, но претърпяват неуспех, отблъснати с общите усилия на колонистите и уампаноагите. След 1630 г. масова емиграция на пуритани залива Масачузетс и до 1633 г. английските селища достигат до долината на река Кънектикът. След разгрома на пекуотите през 1637 г. нови големи емигрантски вълни заливат цяла Нова Англия. Постепенно местното население е избутано на запад. През 1643 г. мохеганите с подкрепата на колонията Масачузетс успяват да разгромят и последното могъщо племе в Нова Англия, нарагансет. След тази победа мохеганите започват да доминират в региона и за кратко време подчиняват всички малки съседни племена. Към 1665 г. почти всички индианци в южна Нова Англия напускат региона или изцяло изчезват. Тези, които остават или са под контрола на мохеганите, или са събрани в новите индиански християнски селища.

### Метакомет (Крал Филип)
След смъртта на главния вожд Масасоит през 1661 г., върховен вожд на уампаноагите става най-големият му син Уамсута (Александър). Англичаните не са доволни от този избор и при едно гостуване на вожда в Плимут той умира при неясни обстоятелства. Предполага се, че е бил отровен. На следващата година велик вожд на уампаноагите става по-малкия брат на Уамсута, Метакомет (Филип). На народа си той е известен като Уеуесауанит. Под ръководството на Метакомет отношенията на уампаноагите към колонистите коренно се променят. Накрая индианците осъзнават, че англичаните няма да се спрат пред нищо, докато не завладеят всичката земя и не подчинят всички индианци. Метакомет и неговите уампаноаги решават, че е крайно време да спрат алчните колонисти, но само за тях това е непосилно. В годините след 1620 г. уампаноагите на континента продължават да се топят с бързи темпове и към този момент те наброяват около 1000 души. След идването на мисионерите през 1640 г. много от тях приемат християнството и образуват нови общности отделно от племето. В течение на годините към тези общности се присъединяват индианци от различни племена. Към 1670 г. тези общности живеят в 8 села, в които преобладаващото население е уампаноаги.

### Война на крал Филип
Метакомет и уампаноагите знаят, че сами не могат да се справят с колонистите и Метакомет започва да обикаля сред племената в региона, за да ги привлече на своя страна. Много племена го подкрепят, но индианците все още са малко, за да могат да победят англичаните, които до този момент вече превъзхождат с 20 000 срещу 15 000 индианци, които остават в южна Нова Англия. Чрез мрежа от шпиони от индианци християни, англичаните следят отблизо действията на Метакомет и са подготвени, когато избухва въстанието през 1675 г. Мощният индиански съюз организиран от Метакомет започва настъпление и до края на годината принуждава англичаните в Масачузетс да водят отбранителна война, ограничени до няколко укрепления. Междувременно колонистите събират армия и атакуват индианските села, но ги заварват изоставени. Метакомет посещава мохоките, за да ги убеди да се присъединят към въстанието, но те отказват и му заповядват да напусне земите им. Метакомет се връща в Кънектикът и през февруари 1676 г. възобновява военните действия с пълна сила. Войната бързо обхваща цяла Нова Англия. Постоянното местене и битките обаче не позволяват на индианците да се грижат добре за прехраната си и гладът става постоянен техен спътник. Междувременно англичаните се реорганизират и започват настъпление. През май английските войски атакуват един голям индиански лагер и убиват над 400 души, включително вожда на покумтуките, Санкомачу. Подложени на постоянно преследване от страна на англичаните, конфедерацията на Метакомет започва да се разпада. Оцелелите покумтуки и някои нипмуки бягат при мохиканите в Шагтикок. Други отиват при сококите и се местят заедно с тях в Квебек. Метакомет и неговите уампаноаги избират да останат в родината си и да се борят. Преследвани безмилостно от англичаните и техните индиански съюзници, на 12 август 1676 г. Метакомет и последните му останали верни уампаноаги са обградени в едно блато до Маунт Хоуп. По време на последвалата битка Метакомет е убит. След битката тялото му е разчленено, а главата му е отнесена в Плимут, където през следващите 25 години стои изложена, за да служи като предупреждение към останалите индианци в южна Нова Англия. Съпругата и синът на Метакомет са заловени и по – късно са продадени на Антилите.

### Уампаноагите след войната
Войната би трябвало да приключи със смъртта на Метакомет, но тя продължава още две години. След края на войната от уампаноагите на континента остават всичко около 400 души. Английската равносметка е над 600 убити колонисти и 13 напълно унищожени селища от 90, които са били атакувани от индианците. Уампаноагите на Мартас Винярд и Нантукет, които остават неутрални по време на войната са оставени на мира. На континента оцелелите уампаноаги са смесени с ноусет в няколко християнски села. Островните уампаноаги в годините след войната поддържат постоянно население от около 700 души. Голяма епидемия от треска през 1763 г. обаче унищожава две трети от населението на Нантукет и племето никога след това не успява да се възстанови. Последният нантукет умира през 1855 г.
Към 1847 г. уампаноагите са съсредоточени в селата Асонет, Чипакуадик, Християнтаун, Дартмут, Хериндж Понд, Машпи, Маматакесет, Понд, Натик – Дъдли – Грефтън, Пункапог, Саконет, Тъмпъм Понд и Ярмут.

## Съвременни уампаноаги
В началото на 21 век има две федерално признати общности уампаноаги – Гей Хед Акуина и Машпи, и четири общности признати от щата Масачузетс – Хериндж Понд, Покасет, Поканокет и Сийконг. Федералното правителство официално признава Уампаноаг племето на Гей Хед Акуина през 1987 г. Общността контролира собствен резерват от 485 акра в югозападната част на Мартас Винярд. Общността Машпи на Кейп Код получава федерално признаване през 2007 г.